# Ludvig von Stedingk
Ludvig Ernst von Stedingk, född 14 december 1794 i Sankt Petersburg, död 4 april 1875 i Stockholm, var en svensk greve och militär.
Ludvig von Stedingk var son till Curt von Stedingk och Fredrica Ekström. Han blev styckjunkare vid Svea artilleriregemente 1811, avlade artilleriofficersexamen 1812, blev underlöjtnant vid Svea artilleriregemente samma år och kavaljer hos hertigen av Södermanland 1813. Stedingk deltog i fälttåget i Tyskland som stabsadjutant hos sin far 1813 och följde honom som sådan till konferensen i Trachenberg i juli. Han deltog i slaget vid Grossbeeren, slaget vid Dennewitz, slaget vid Rosslau och slaget vid Leipzig. I oktober blev von Stedingk löjtnant i armén och sändes i december till Stockholm för att överlämna staden Lübecks nycklar till kungen. År 1814 deltog han i fälttåget i Holstein och följde sin far på dennes beskickning till Paris i april. Han åtföljde kronprinsen på dennes resa till Danmark, Tyskland, Nederländerna och Italien och erhöll därunder flera beskickningar till hertigen av Leuchtenberg, kungen av Sachsen och kronprinsen av Preussen. Stedingk blev löjtnant vid Livgardet till häst 1815, ryttmästare i generalstaben 1816, genomgick högre militärskolan i Metz 1818–1819, blev ryttmästare vid Livgardet till häst 1820 och major i generalstaben 1821. Han blev kammarherre hos kronprinsen 1822, överstelöjtnant i armén 1826 och följde sin far på dennes beskickning till Sankt Petersburg och Moskva samma år. von Stedingk blev överstelöjtnant i generalstaben 1828, sändes i mars 1829 på en beskickning till London, i maj till kejsarinnan av Brasilien och till prinsen av Oranien i Bryssel. Han blev major vid Livgardet till häst 1830, uppvaktade prinsen av Nederländerna under dennes besök i Stockholm 1834, blev överste i armén 1836 och sekundmajor vid Livgardet till häst samma år. von Stedingk blev överstekammarjunkare 1837, kaptenlöjtnant vid Livdrabantkåren 1842, sändes i mars 1844 till kungen av Danmark, kungen av Bayern och hertigen av Leuchtenberg att tillkännage Karl XIV Johans död och Oskar I:s uppstigande på tronen, och blev 1846 överstelöjtnant och premiärmajor vid Livgardet till häst. Han deltog vid arméns fullmäktiges sammanträde i december 1847, blev 1848 överste och var sekundchef vid Livgardet till häst 1848–1856. von Stedingk tjänstgjorde som överstekammarherre vid kungens av Danmark besök 1848. Han var ledamot av kommittén för utarbetande av förslag till nytt fäktningsreglemente för armén 1851–1852, blev generalmajor i armén 1853 och sändes i mars 1855 på en beskickning till Sankt Petersburg för att kondolera Nikolaj I:s död och lyckönska Alexander II till tronbestigningen. von Stedingk blev kavalleriinspektör 1856, fullmäktig för generalitetet vid arméns fullmäktiges sammanträde 1857, tjänstgjorde som överstekammarherre vid Oskar I:s begravning och Karl XV:s kröning, samt blev generallöjtnant i armén 1862. Han erhöll 1862 avsked från Livdrabantkåren och från kavalleriinspektörsbefattningen med tillstånd att kvarstå som generallöjtnant i armén. År 1873 blev han överstekammarherre men blev tjänstfri som sådan kort därefter.